# Јакоб Шојринг
Јакоб Шојринг (Естринген 29. октобар 1912 — Естринген 8. децембар. 2001) био је немачки атлетичар чија су специплност био атлетске спринтерске дисциплине.

## Спортска биографија
Највеће међународне успехе постигао је на 2. Европском првенству 1938, када је у трци на 200 метара био други са 21,6 с. У полуфиналу те трке постигао је лични рекорд и изједначио је рекорд европских првенства са 21,5 с. Учествовао је и у трци штафета 4 х 100 метара. Штафета у саставу: Манфред Керш, Герд Хорнбергер, Карл Некерман и Шојринг освојила је златну медаљу, а постигнути резултат 40,9 с, био је нови рекорд еврпских првенстава на отвореном.
Шеринг је био првак Немачке на 200 метара пет пута, три пута други и једном трећи. Први је био (1938, 1939 и 1941), други (1940 и 1946) и трећи (1937). Поред тога, на стази од 100 метара, победио је на немачком првенству (1941), био други (1939) а са штафетом 4 х 100 м Штугарт Кикерса победио је 1946.

## Рекорди
| Дисциплина    | Резултат  | Место    | Датум            |
| ------------- | --------- | -------- | ---------------- |
| Трка на 100 м | 10,3 =ЕР  | Лар      | 13. август 1939. |
| Трка на 200 м | 21,0 =ЕР] | Штутгарт | 30. август 1941. |
| 4 х 100 м     | 40,1 ЕР   | Берлин   | 29. јул 1939.    |